# WTCC i Sverige 2007
FIA WTCC Race of Sweden 2007 var den sjunde deltävlingen i FIA:s standardvagnsmästerskap World Touring Car Championship säsongen 2007. Deltävlingen är den enda som hittills körts i WTCC på svensk mark. Tävlingarna kördes den 29 juli på Scandinavian Raceway.

## Inför
FIA WTCC Race of Sweden och Scandinavian Raceway kom in som ersättare till FIA WTCC Race of Turkey som skulle gått på Istanbul Park. Beskedet kom ganska sent och man hade inte så mycket tid på sig att förbereda banan. Renovering av banan var startad och när WTCC kom dit var stora delar av marken kring banan lera. Det hela förbättrades inte av att det vräkte ned regn.
Eftersom tävlingen gick i Sverige kom flera svenska förare och gästkörde. Dessa var den tidigare SEAT-föraren Rickard Rydell i en Chevrolet Lacetti, Fredrik Ekblom i en BMW 320si som vanligtvis tävlade för WestCoast Racing i STCC, STCC-föraren Robert Dahlgren i en Volvo S60 Flexifuel och Carl Rosenblad i en BMW 320si. De två sistnämnda tävlade utanför mästerskapet, då deras bilar inte följde WTCC:s reglemente, och kunde därför inte ta poäng. Övriga förare som gästkörde i FIA WTCC Race of Sweden var Alexander Lvov och Andrey Smetsky i var sin Honda Accord Euro R.
Emmet O'Brian, som vanligtvis körde en SEAT León för GR Asia, avstod tävlingshelgen. Även Miguel Freitas och hans Alfa Romeo 156 avstod tävlingarna.

## Kvalet
| P. | Nr | Förare               | Bilmärke            | Team                        | Klass | Tid      |
| -- | -- | -------------------- | ------------------- | --------------------------- | ----- | -------- |
| 1  | 18 | Tiago Monteiro       | SEAT León           | SEAT Sport                  | M     | 1:50,056 |
| 2  | 7  | Nicola Larini        | Chevrolet Lacetti   | Chevrolet WTCC              | M     | +0,117   |
| 3  | 6  | Robert Huff          | Chevrolet Lacetti   | Chevrolet WTCC              | M     | +0,776   |
| 4  | 14 | Fredrik Ekblom       | BMW 320si           | BMW Team UK                 | M     | +0,866   |
| 5  | 88 | Rickard Rydell       | Chevrolet Lacetti   | Chevrolet WTCC              | M     | +0,927   |
| 6  | 9  | Jordi Gené           | SEAT León TDi       | SEAT Sport                  | M     | +0,984   |
| 7  | 11 | Gabriele Tarquini    | SEAT León           | SEAT Sport                  | M     | +1,020   |
| 8  | 19 | Roberto Colciago     | SEAT León           | SEAT Sport Italia           | IT    | +1,054   |
| 9  | 20 | Tom Coronel          | SEAT León           | GR Asia                     |       | +1,159   |
| 10 | 15 | James Thompson       | Alfa Romeo 156      | N.Technology                | M     | +1,160   |
| 11 | 4  | Alessandro Zanardi   | BMW 320si           | BMW Team Italy-Spain        | M     | +1,184   |
| 12 | 5  | Félix Porteiro       | BMW 320si           | BMW Team Italy-Spain        | M     | +1,233   |
| 13 | 60 | Robert Dahlgren      | Volvo S60 Flexifuel | Polestar Racing             | X     | +1,296   |
| 14 | 12 | Yvan Muller          | SEAT León TDi       | SEAT Sport                  | M     | +1,421   |
| 15 | 1  | Andy Priaulx         | BMW 320si           | BMW Team UK                 | M     | +1,444   |
| 16 | 30 | Luca Rangoni         | BMW 320si           | Scuderia Proteam Motorsport | IT    | +1,564   |
| 17 | 8  | Alain Menu           | Chevrolet Lacetti   | Chevrolet WTCC              | M     | +1,577   |
| 18 | 3  | Augusto Farfus       | BMW 320si           | BMW Team Germany            | M     | +1,599   |
| 19 | 10 | Michel Jourdain      | SEAT León           | SEAT Sport                  | M     | +1,629   |
| 20 | 2  | Jörg Müller          | BMW 320si           | BMW Team Germany            | M     | +1,684   |
| 21 | 26 | Stefano D'Aste       | BMW 320si           | Wiechers-Sport              | IT    | +1,709   |
| 22 | 28 | Carl Rosenblad       | BMW 320si           | Elgh Motorsport             | X     | +1,742   |
| 23 | 23 | Pierre-Yves Corthals | SEAT León           | Exagon Engineering          | IT    | +2,150   |
| 24 | 16 | Oliver Tielemans     | Alfa Romeo 156      | N.Technology                | M     | +2,771   |
| 25 | 31 | Sergio Hernández     | BMW 320si           | Scuderia Proteam Motorsport | IT    | +3,075   |
| 26 | 22 | Maurizio Ceresoli    | SEAT León           | GR Asia                     | IT    | +3,140   |
| 27 | 54 | Alexander Lvov       | Honda Accord Euro R | Golden Motors               | IT    | +4,280   |
| -  | 55 | Andrey Smetsky       | Honda Accord Euro R | Golden Motors               | IT    | +9,934   |

## Race 1
Innan race 1 startade hade regnet vräkt ned över Scandinavian Raceway i Anderstorp. Banan var genomblöt, men flera av bilarna valde ändå att gå för slicks. Robert Huff hade regndäck på, vilket Tiago Monteiro inte hade. Redan på flygrakan gick Huff upp i ledningen. Rickard Rydell från sin femte startposition lyckades passera Fredrik Ekblom. Carl Rosenblad gick i depå redan efter ett kört varv och bytte till regndäck. På det andra varvet försökte även Jordi Gené, i en dieseldriven SEAT León, köra om Monteiro. Monteiro lyckades försvara sig den gången, men redan ett varv senare var Gené uppe på andraplatsen.
Robert Huff uppe i ledningen, drog ifrån de andra bilarna. Runt varv fem, sex, började banan torka upp snabbt och på varv sju var den nästan helt torr. Rydell var på varv sex uppe jämsides med Nicola Larini på flygrakan, men Larini lyckades försvara sig in i Norra kurvan. I Läktarkurvan fick dock Larini se sig passerad. I kampen om andraplatsen blev det helt omvända förhållanden när banan torkade upp. Gené, som några varv tidigare hade kört om Monteiro, fick helt plötsligt se sig passerad av portugisen.
Bilarna som körde på regndäck var tvungna att leta kylande vatten för däcken utanför idealspåret. Michel Jourdain var på sin tjugondeplats snabbast på banan vid det tillfället. Yvan Muller körde på det åttonde varvet om spanjoren Félix Porteiro på utsidan i Södra kurvan. 
På det åttonde varvet var Rydell ikapp Gené och på det nionde varvet, i Södra kurvan, var Rydell även om. Gené genom fältet föll som en sten i vattnet och Larini passade på att passera honom ut på flygrakan. Både James Thompson och Ekblom tog sig om Muller på det nionde varvet.
På varv tio var det en hård kamp mellan Larini, Rydell, Thompson och Tom Coronel. I Södra kurvan körde Larini om Rydell och Coronel lyckades då köra om båda. Ut på flygrakan tog sig Thompson om Rydell och i Norra kurvan missade Coronel och kom ut lite på gräset, så att Larini och Thompson passerade honom igen. I Opelkurvan körde Thompson om Larini och på start/målrakan passerade även Coronel.
När Huff var ute på sitt elfte varv började det regna igen. Andrey Smetsky blev varvad och Monteiro började knapra in på Huff. På flygrakan tog sig Muller om Larini och Gabriele Tarquini om Ekblom.
På det sista varvet körde Tarquini även om Rydell och Larini på flygrakan, vilket resulterade i att Rydell var på nionde plats och utanför poängen och den omvända startordningen till race 2. Monteiro var nästan ikapp Huff, när det blev dags för målgång. Om det hade varit ett varv till hade Monteiro antagligen tagit sig förbi Huff, då skillnaden på hastigheten var såpass stor.
I kampen om femteplatsen fick Yvan Muller se sig passerad då Tarquini körde om honom på utsidan i Karusellen. Förutom Robert Huff, som vann, kom de andra Chevroleterna tätt, som sjua, åtta och nia, med Rydell som nia.
Efter racet började det fullkomligt forsa ned regn från skyn. 
| P. | Nr | Av. | Förare               | Bilmärke            | Team                        | Klass | Tid           | Poäng | Poäng IT |
| -- | -- | --- | -------------------- | ------------------- | --------------------------- | ----- | ------------- | ----- | -------- |
| 1  | 6  | ↑2  | Robert Huff          | Chevrolet Lacetti   | Chevrolet WTCC              | M     | 23:51.708     | 10    |          |
| 2  | 18 | ↓1  | Tiago Monteiro       | SEAT León           | SEAT Sport                  | M     | +0,729        | 8     |          |
| 3  | 15 | ↑7  | James Thompson       | Alfa Romeo 156      | N.Technology                | M     | +12,501       | 6     |          |
| 4  | 20 | ↑5  | Tom Coronel          | SEAT León           | GR Asia                     |       | +18,465       | 5     |          |
| 5  | 11 | ↑2  | Gabriele Tarquini    | SEAT León           | SEAT Sport                  | M     | +20,858       | 4     |          |
| 6  | 12 | ↑8  | Yvan Muller          | SEAT León TDi       | SEAT Sport                  | M     | +21,142       | 3     |          |
| 7  | 7  | ↓5  | Nicola Larini        | Chevrolet Lacetti   | Chevrolet WTCC              | M     | +25,821       | 2     |          |
| 8  | 8  | ↑9  | Alain Menu           | Chevrolet Lacetti   | Chevrolet WTCC              | M     | +25,892       | 1     |          |
| 9  | 88 | ↓4  | Rickard Rydell       | Chevrolet Lacetti   | Chevrolet WTCC              | M     | +26,437       |       |          |
| 10 | 60 | ↑3  | Robert Dahlgren      | Volvo S60 Flexifuel | Polestar Racing             | X     | +27,526       |       |          |
| 11 | 1  | ↑4  | Andy Priaulx         | BMW 320si           | BMW Team UK                 | M     | +40,838       |       |          |
| 12 | 14 | ↓8  | Fredrik Ekblom       | BMW 320si           | BMW Team UK                 | M     | +41,138       |       |          |
| 13 | 16 | ↑11 | Oliver Tielemans     | Alfa Romeo 156      | N.Technology                | M     | +41,258       |       |          |
| 14 | 5  | ↓2  | Félix Porteiro       | BMW 320si           | BMW Team Italy-Spain        | M     | +41,708       |       |          |
| 15 | 2  | ↑5  | Jörg Müller          | BMW 320si           | BMW Team Germany            | M     | +42,728       |       |          |
| 16 | 3  | ↑2  | Augusto Farfus       | BMW 320si           | BMW Team Germany            | M     | +43,706       |       |          |
| 17 | 30 | ↓1  | Luca Rangoni         | BMW 320si           | Scuderia Proteam Motorsport | IT    | +43,976       |       | 10       |
| 18 | 9  | ↓12 | Jordi Gené           | SEAT León TDi       | SEAT Sport                  | M     | +44,710       |       |          |
| 19 | 19 | ↓11 | Roberto Colciago     | SEAT León           | SEAT Sport Italia           | IT    | +45,571       |       | 8        |
| 20 | 4  | ↓9  | Alessandro Zanardi   | BMW 320si           | BMW Team Italy-Spain        | M     | +45,752       |       |          |
| 21 | 26 | →   | Stefano D'Aste       | BMW 320si           | Wiechers-Sport              | IT    | +46,109       |       | 6        |
| 22 | 23 | ↑1  | Pierre-Yves Corthals | SEAT León           | Exagon Engineering          | IT    | +1:07,012     |       | 5        |
| 23 | 22 | ↑3  | Maurizio Ceresoli    | SEAT León           | GR Asia                     | IT    | +1:10,120     |       | 4        |
| 24 | 54 | ↑3  | Alexander Lvov       | Honda Accord Euro R | Golden Motors               | IT    | +1:19,024     |       | 3        |
| 25 | 28 | ↓3  | Carl Rosenblad       | BMW 320si           | Elgh Motorsport             | X     | +1 varv       |       |          |
| 26 | 55 | ↑2  | Andrey Smetsky       | Honda Accord Euro R | Golden Motors               | IT    | +1 varv       |       | 2        |
| -  | 10 | ↓8  | Michel Jourdain      | SEAT León           | SEAT Sport                  | M     | Bröt (varv 7) |       |          |
| -  | 31 | ↓3  | Sergio Hernández     | BMW 320si           | Scuderia Proteam Motorsport | IT    | Bröt (varv 3) |       |          |

| Ikon | Deltar i                      | Betydelse                    |
| ---- | ----------------------------- | ---------------------------- |
| M    | Manufacturers' Championship   | Konstruktörsmästerskapet     |
| IT   | Yokohama Independents' Trophy | Privatförarmästerskapet      |
| X    | Inget                         | Kan inte ta mästerskapspoäng |

## Race 2
Till race 2 hade det slutat regna. Efter race 1 hade Alexander Lvov, Andrey Smetsky, Carl Rosenblad, Sergio Hernández och Michel Jourdain reparerat skador på bilarna och därför hoppat över Parc Fermé. Dessa förare blev då nedflyttade till att starta sist i race 2. 
Félix Porteiro gick in i depå redan efter formationsvarvet, för att byta till slicks, och startade även racet därifrån. När starten gick hade Jordi Gené problem och stod kvar på gridden. Yvan Muller hade svårt med greppet och blev passerad av Tom Coronel. Nicola Larini, som tagit ledningen, drog ifrån i täten. Av bilarna som körde på slicks låg Muller först, före Rickard Rydell. På det tredje varvet körde Pierre-Yvas Corthals bra och passerade både Andy Priaulx och Tiago Monteiro.
Ut på det fjärde varvet låg Rydell sexton sekunder efter Larini på tionde plats. På flygrakan startade en hård kamp mellan James Thompson och Robert Huff. Thompson jagade Huff, som körde väldigt defensivt, och kom upp jämsides med honom. I Grand Prix-kurvan fick Huff en bra utgång, men lyckades inte hålla Thompson bakom sig då de kom ned mot Opelkurvan. Huff fick en bra utgång i Opelkurvan och lyckades ta tillbaka platsen. På varv fem i Norra kurvan lyckades Thompson komma om Huff igen. Yvan Muller började tappa mark och Rydell drog ifrån honom.
På varv sex fick Andy Priaulx se sig passerad av Oliver Tielemans, men på flygrakan kom Priaulx tillbaka och tog sig förbi både Tielemans och Corthals. Slicks började bli ungefär lika snabba som regndäcken. Rydell var snabbast på banan.
BMW-bilarna började jaga upp genom fältet och på det sjunde varvet hade slicks blivit snabbare än regndäcken. Rydell, som var på slicks, var då fjorton sekunder efter täten.
På varv åtta slogs Priaulx och Muller om placeringar i Norra kurvan. Robert Dahlgren kunde då enkelt smita om båda. BMW-bilarna, som var på slicks, kunde enkelt passera flera SEAT:ar med regndäck. När endast fyra varv återstod var Rydell bara tolv sekunder efter Larini. Ett varv senare skiljde det bara nio. Rydell tog sig ikapp Huff och kunde på flygrakan passera honom. Coronel och Thompson körde om Tarquini.
På det elfte varvet tryckte Jörg Müller ut Priaulx lite grand på gräset efter Mattssonskurvan och tog sig om. Även Michel Jourdain såg chansen att göra det. I Karusellen var Rydell ifatt Thompson och Coronel. Det dröjde inte längre än till Södra kurvan innan han var om Thompson och på Läktarrakan passerade han Coronel. I detta läge var han inte långt ifrån tätbilarna. Monteiro körde om Huff i karusellen.
På flygrakan på det sista varvet var Rydell helt ifatt. Alain Menu kunde inte sätta något emot när de kom farande in i Mattssonskurvan. I Hansenkurvan försökte Rydell gå om Larini på utsidan, ett försök som misslyckade. Men Larini bromsade på sig och Rydell kom enkelt förbi. Det blev en trippelseger för Chevrolet WTCC med inhopparen Rickard Rydell först. Tom Coronel gick vid sin målgång lite för nära depåmuren och skrapade i den lite grand.
Nicola Larini var inte glad efter racet, då han tyckte att Rydell skulle släppa av på takten mot slutet för att inte stjäla viktiga poäng i mästerskapet från honom.
| P. | Nr | Av. | Förare               | Bilmärke            | Team                        | Klass | Tid           | Poäng | Poäng IT |
| -- | -- | --- | -------------------- | ------------------- | --------------------------- | ----- | ------------- | ----- | -------- |
| 1  | 88 | ↑8  | Rickard Rydell       | Chevrolet Lacetti   | Chevrolet WTCC              | M     | 23:41.120     | 10    |          |
| 2  | 7  | →   | Nicola Larini        | Chevrolet Lacetti   | Chevrolet WTCC              | M     | +1,608        | 8     |          |
| 3  | 8  | ↓2  | Alain Menu           | Chevrolet Lacetti   | Chevrolet WTCC              | M     | +1,856        | 6     |          |
| 4  | 20 | ↑1  | Tom Coronel          | SEAT León           | GR Asia                     |       | +5,157        | 5     |          |
| 5  | 15 | ↑1  | James Thompson       | Alfa Romeo 156      | N.Technology                | M     | +6,070        | 4     |          |
| 6  | 18 | ↑1  | Tiago Monteiro       | SEAT León           | SEAT Sport                  | M     | +6,796        | 3     |          |
| 7  | 11 | ↓3  | Gabriele Tarquini    | SEAT León           | SEAT Sport                  | M     | +8,765        | 2     |          |
| 8  | 60 | ↑2  | Robert Dahlgren      | Volvo S60 Flexifuel | Polestar Racing             | X     | +8,784        |       |          |
| 9  | 3  | ↑7  | Augusto Farfus       | BMW 320si           | BMW Team Germany            | M     | +8,907        | 1     |          |
| 10 | 2  | ↑5  | Jörg Müller          | BMW 320si           | BMW Team Germany            | M     | +9,106        |       |          |
| 11 | 6  | ↓3  | Robert Huff          | Chevrolet Lacetti   | Chevrolet WTCC              | M     | +10,455       |       |          |
| 12 | 10 | ↑12 | Michel Jourdain      | SEAT León           | SEAT Sport                  | M     | +11,359       |       |          |
| 13 | 1  | ↓2  | Andy Priaulx         | BMW 320si           | BMW Team UK                 | M     | +12,053       |       |          |
| 14 | 14 | ↓2  | Fredrik Ekblom       | BMW 320si           | BMW Team UK                 | M     | +12,318       |       |          |
| 15 | 4  | ↑5  | Alessandro Zanardi   | BMW 320si           | BMW Team Italy-Spain        | M     | +15,446       |       |          |
| 16 | 5  | ↓2  | Félix Porteiro       | BMW 320si           | BMW Team Italy-Spain        | M     | +17,910       |       |          |
| 17 | 28 | ↑8  | Carl Rosenblad       | BMW 320si           | Elgh Motorsport             | X     | +25,710       |       |          |
| 18 | 19 | ↑1  | Roberto Colciago     | SEAT León           | SEAT Sport Italia           | IT    | +33,044       |       | 10       |
| 19 | 26 | ↑2  | Stefano D'Aste       | BMW 320si           | Wiechers-Sport              | IT    | +37,613       |       | 8        |
| 20 | 30 | ↓3  | Luca Rangoni         | BMW 320si           | Scuderia Proteam Motorsport | IT    | +41,659       |       | 6        |
| 21 | 16 | ↓8  | Oliver Tielemans     | Alfa Romeo 156      | N.Technology                | M     | +43,947       |       |          |
| 22 | 31 | ↑4  | Sergio Hernández     | BMW 320si           | Scuderia Proteam Motorsport | IT    | +44,927       |       | 5        |
| 23 | 23 | ↓1  | Pierre-Yves Corthals | SEAT León           | Exagon Engineering          | IT    | +50,781       |       | 4        |
| 24 | 9  | ↓6  | Jordi Gené           | SEAT León TDi       | SEAT Sport                  | M     | +52,236       |       |          |
| 25 | 22 | ↓2  | Maurizio Ceresoli    | SEAT León           | GR Asia                     | IT    | +52,273       |       | 3        |
| 26 | 54 | ↑1  | Alexander Lvov       | Honda Accord Euro R | Golden Motors               | IT    | +54,306       |       | 2        |
| 27 | 55 | ↑1  | Andrey Smetsky       | Honda Accord Euro R | Golden Motors               | IT    | +1:44,258     |       | 1        |
| -  | 12 | ↓22 | Yvan Muller          | SEAT León TDi       | SEAT Sport                  | M     | Bröt (varv 8) |       |          |

| Ikon | Deltar i                      | Betydelse                    |
| ---- | ----------------------------- | ---------------------------- |
| M    | Manufacturers' Championship   | Konstruktörsmästerskapet     |
| IT   | Yokohama Independents' Trophy | Privatförarmästerskapet      |
| X    | Inget                         | Kan inte ta mästerskapspoäng |

## Efter
Det blev ingen lyckad helg för BMW-förarna. Ingen av förarna lyckades ta en enda poäng. Jörg Müller fortsatte ändå att leda mästerskapet före Augusto Farfus och Andy Priaulx, men Chevrolet-förarna med fler knaprade in många poäng. I Yokohama Independents' Trophy behöll även Pierre-Yvas Corthals ledningen i mästerskapet.